# Formula Nippon 2007
La stagione 2007 della Formula Nippon fu disputata su 9 gare. 12 differenti team e 22 differenti piloti vi presero parte. Tutti i team hanno utilizzato telai Lola modello FN06 motorizzate Mugen Honda (Mugen HF386E) o Toyota (Toyota RV8J).
Al termine delle competizioni il titolo venne aggiudicato al pilota giapponese Tsugio Matsuda che lo vinse pur non avendo primeggiato in nessuna delle 9 tappe del campionato.

## La pre-stagione

### Calendario
| Gara | Circuito           | Giri | Lunghezza           | Data         |
| ---- | ------------------ | ---- | ------------------- | ------------ |
| 1    | Circuito del Fuji  | 65   | 65x4,563=296,595 km | 1º aprile    |
| 2    | Circuito di Suzuka | 43   | 43x5,821=250,303 km | 15 aprile    |
| 3    | Circuito di Motegi | 62   | 62x4,801=297,662 km | 20 maggio    |
| 4    | Circuito di Aida   | 68   | 68x3,703=251,804 km | 10 giugno    |
| 5    | Circuito di Suzuka | 43   | 43x5,821=250,303 km | 8 luglio     |
| 6    | Circuito del Fuji  | 65   | 65x4,563=296,595 km | 26 agosto    |
| 7    | Circuito di Sugo   | 62   | 62x3,704=229,648 km | 16 settembre |
| 8    | Circuito di Motegi | 52   | 52x4,801=249,652 km | 21 ottobre   |
| 9    | Circuito di Suzuka | 51   | 51x5,821=296,871 km | 18 novembre  |

- Tutte le corse sono disputate in Giappone.

## Piloti e team
| Team                             | Motore | Nr. | Pilota                 | Gare  |
| -------------------------------- | ------ | --- | ---------------------- | ----- |
| Mobilcast Team Impul             | Toyota | 1   | Benoît Tréluyer        | Tutte |
| Mobilcast Team Impul             | Toyota | 2   | Tsugio Matsuda         | Tutte |
| Carchis Kondo Racing Team        | Toyota | 3   | Masataka Yanagida      | Tutte |
| Carchis Kondo Racing Team        | Toyota | 4   | João Paulo de Oliveira | Tutte |
| SGT Team 5Zigen                  | Honda  | 5   | Katsuyuki Hiranaka     | Tutte |
| SGT Team 5Zigen                  | Honda  | 6   | Hiroki Yoshimoto       | Tutte |
| Forum Engieering Team Le Mans    | Toyota | 7   | Tatsuya Kataoka        | Tutte |
| Forum Engieering Team Le Mans    | Toyota | 8   | Toranosuke Takagi      | Tutte |
| Team Cerumo Team Reckless Cerumo | Toyota | 11  | Yuuji Tachikawa        | Tutte |
| Team Cerumo Team Reckless Cerumo | Toyota | 12  | Kota Sasaki            | 1-5   |
| Arabian Oasis Team with Impul    | Toyota | 19  | Satoshi Motoyama       | Tutte |
| Arabian Oasis Team with Impul    | Toyota | 20  | Michael Krumm          | Tutte |
| Kanaan Racing                    | Honda  | 27  | Tony Kanaan            | 9     |
| Piaa Nakajima Planing            | Honda  | 31  | Loïc Duval             | Tutte |
| Piaa Nakajima Planing            | Honda  | 32  | Takashi Kogure         | Tutte |
| Inging Motorsport                | Toyota | 33  | Ronnie Quintarelli     | Tutte |
| Inging Motorsport                | Toyota | 34  | Naoki Yokomizo         | Tutte |
| DHG Tom's Racing                 | Toyota | 36  | André Lotterer         | Tutte |
| DHG Tom's Racing                 | Toyota | 37  | Seiji Ara              | Tutte |
| Docomo Dandelion Racing          | Honda  | 40  | Björn Wirdheim         | Tutte |
| Docomo Dandelion Racing          | Honda  | 41  | Fabio Carbone          | Tutte |
| Autobacs Racing Team Aguri       | Honda  | 55  | Yuji Ide               | Tutte |
| Autobacs Racing Team Aguri       | Honda  | 56  | Toshihiro Kaneishi     | Tutte |

- Tutte le vetture sono Lola FN06.

## Risultati e classifiche

### Risultati
| Gara | Pista  | Tempo       | Velocità     | Pole Position    | Giro veloce      | Vincitore          | Vettura     |
| ---- | ------ | ----------- | ------------ | ---------------- | ---------------- | ------------------ | ----------- |
| 1    | Fuji   | 1'38:04.095 | 184,997 km/h | Benoît Tréluyer  | Benoît Tréluyer  | Benoît Tréluyer    | Lola-Toyota |
| 2    | Suzuka | 1'18:23.552 | 193,240 km/h | Tsugio Matsuda   | Hiroki Yoshimoto | Satoshi Motoyama   | Lola-Toyota |
| 3    | Motegi | 1'44:32.258 | 174,980 km/h | Tsugio Matsuda   | Takashi Kogure   | Takashi Kogure     | Lola-Honda  |
| 4    | Aida   | 1'36:19.523 | 167,030 km/h | Takashi Kogure   | Tsugio Matsuda   | Ronnie Quintarelli | Lola-Toyota |
| 5    | Suzuka | 1'47:43.524 | 196,040 km/h | Tsugio Matsuda   | Tsugio Matsuda   | Satoshi Motoyama   | Lola-Toyota |
| 6    | Fuji   | 1'46:32.147 | 136,771 km/h | Satoshi Motoyama | Loïc Duval       | André Lotterer     | Lola-Toyota |
| 7    | Sugo   | 1'21:42.519 | 188,717 km/h | Takashi Kogure   | Naoki Yokomizo   | Takashi Kogure     | Lola-Honda  |
| 8    | Motegi | 1'25:01.278 | 180,470 km/h | Takashi Kogure   | Takashi Kogure   | Takashi Kogure     | Lola-Honda  |
| 9    | Suzuka | 1'30:44.272 | 199,780 km/h | Takashi Kogure   | André Lotterer   | Satoshi Motoyama   | Lola-Toyota |

### Gare
01. Fuji ( Giappone) (30/03-01/04/2007)
Polesitter: Benoît Tréluyer ( Francia) - (Lola B06/51-Toyota - Impul) in 1'25.525
Ordine d'arrivo: (65 giri - 295,685 km)
1. Benoît Tréluyer ( Francia) (Lola B06/51-Toyota - Impul) in 1h38'04.09
2. Tsugio Matsuda ( Giappone) (Lola B06/51-Toyota - Impul) a 5"843
3. Loïc Duval ( Francia) (Lola B06/51-Honda - Nakajima) a 34"685
4. Björn Wirdheim ( Svezia) (Lola B06/51-Honda - Dandelion) a 35"701
5. Ronnie Quintarelli ( Italia) (Lola B06/51-Toyota - Inging) a 41"033
6. Michael Krumm ( Germania) (Lola B06/51-Toyota - Impul) a 52"207
7. Tatsuya Kataoka ( Giappone) (Lola B06/51-Toyota - LeMans) a 1'10"426
8. Takashi Kogure ( Giappone) (Lola B06/51-Honda - Nakajima) a 1'10"966
9. Masataka Yanagida ( Giappone) (Lola B06/51-Toyota - Kondo) a 1'18"873
10. Naoki Yokomizo ( Giappone) (Lola B06/51-Toyota - Inging) a 1'20"399

02. Suzuka ( Giappone) (13-15/04/2007)
Polesitter: Benoît Tréluyer ( Francia) - (Lola B06/51-Toyota - Impul) in 1'25.525
Ordine d'arrivo: (43 giri - 249,701 km)
1. Satoshi Motoyama ( Giappone) (Lola B06/51-Toyota - Impul) in 1h18'23.552
2. Tsugio Matsuda ( Giappone) (Lola B06/51-Toyota - Impul) a 0"382
3. Takashi Kogure ( Giappone) (Lola B06/51-Honda - Nakajima) a 9"144
4. Loïc Duval ( Francia) (Lola B06/51-Honda - Nakajima) a 17"982
5. André Lotterer ( Germania) (Lola B06/51-Toyota - Tom's) a 18"158
6. Ronnie Quintarelli ( Italia) (Lola B06/51-Toyota - Inging) a 21"124
7. Michael Krumm ( Germania) (Lola B06/51-Toyota - Impul) a 25"904
8. Yuji Tachikawa ( Giappone) (Lola B06/51-Toyota - Cerumo) a 1'08"137
9. Naoki Yokomizo ( Giappone) (Lola B06/51-Toyota - Inging) a 1'08"435
10. Yuji Ide ( Giappone) (Lola B06/51-Honda - Super Aguri) a 1'16"371

03. Motegi ( Giappone) (18-20/05/2007)
Polesitter: Tsugio Matsuda ( Giappone) - (Lola B06/51-Toyota - Impul) in 1'34.775
Ordine d'arrivo: (62 giri - 297,352 km)
1. Takashi Kogure ( Giappone) (Lola B06/51-Honda - Nakajima) in 1h44'32.258
2. André Lotterer ( Germania) (Lola B06/51-Toyota - Tom's) a 19"392
3. Tsugio Matsuda ( Giappone) (Lola B06/51-Toyota - Impul) a 20"940
4. Benoît Tréluyer ( Francia) (Lola B06/51-Toyota - Impul) a 22"170
5. Ronnie Quintarelli ( Italia) (Lola B06/51-Toyota - Inging) a 45"771
6. Satoshi Motoyama ( Giappone) (Lola B06/51-Toyota - Impul) a 47"834
7. Michael Krumm ( Germania) (Lola B06/51-Toyota - Impul) a 48"063
8. João Paulo de Oliveira ( Brasile) (Lola B06/51-Toyota - Kondo) a 1'01"366
9. Toranosuke Takagi ( Giappone) (Lola B06/51-Toyota - Cerumo) a 1'16"823
10. Toshihiro Kaneishi ( Giappone) (Lola B06/51-Honda - Super Aguri) a 1'18"647

04. Okayama ( Giappone) (08-10/06/2007)
Polesitter: Takashi Kogure ( Giappone) - (Lola B06/51-Honda - Nakajima) in 1'17.409
Ordine d'arrivo: (68 giri - 251,736 km)
1. Ronnie Quintarelli ( Italia) (Lola B06/51-Toyota - Inging) in 1h36'19.523
2. Benoît Tréluyer ( Francia) (Lola B06/51-Toyota - Impul) a 0"918
3. Tsugio Matsuda ( Giappone) (Lola B06/51-Toyota - Impul) a 2"752
4. João Paulo de Oliveira ( Brasile) (Lola B06/51-Toyota - Kondo) a 16"164
5. Takashi Kogure ( Giappone) (Lola B06/51-Honda - Nakajima) a 41"469
6. Yuji Tachikawa ( Giappone) (Lola B06/51-Toyota - Cerumo) a 44"123
7. Seiji Ara ( Giappone) (Lola B06/51-Toyota - Tom's) a 45"316
8. Michael Krumm ( Germania) (Lola B06/51-Toyota - Impul) a 47"628
9. Tatsuya Kataoka ( Giappone) (Lola B06/51-Toyota - LeMans) a 48"058
10. Satoshi Motoyama ( Giappone) (Lola B06/51-Toyota - Impul) a 51"416

05. Suzuka ( Giappone) (06-08/07/2007)
Polesitter: Tsugio Matsuda ( Giappone) - (Lola B06/51-Toyota - Impul) in 1'43.041
Ordine d'arrivo: (43 giri - 249,701 km)
1. Satoshi Motoyama ( Giappone) (Lola B06/51-Toyota - Impul) in 1h47'43.524
2. Björn Wirdheim ( Svezia) (Lola B06/51-Honda - Dandelion) a 4"505
3. Yuji Ide ( Giappone) (Lola B06/51-Honda - Team Aguri) a 12"047
4. Tsugio Matsuda ( Giappone) (Lola B06/51-Toyota - Impul) a 12"801
5. Michael Krumm ( Germania) (Lola B06/51-Toyota - Impul) a 12"901
6. Fabio Carbone ( Brasile) (Lola B06/51-Honda - Dandelion) a 18"629
7. João Paulo de Oliveira ( Brasile) (Lola B06/51-Toyota - Kondo) a 20"371
8. Toranosuke Takagi ( Giappone) (Lola B06/51-Toyota - LeMans) a 22"347
9. Toshihiro Kaneishi ( Giappone) (Lola B06/51-Honda - Team Aguri) a 22"043
10. Seiji Ara ( Giappone) (Lola B06/51-Toyota - Tom's) a 25"826

06. Fuji ( Giappone) (24-26/08/2007)
Polesitter: Satoshi Motoyama ( Giappone) - (Lola B06/51-Toyota - Impul) in 1'26.901
Ordine d'arrivo: (65 giri - 295,685 km)
1. André Lotterer ( Germania) (Lola B06/51-Toyota - Tom's) in 1h44'16.662
2. Benoît Tréluyer ( Francia) (Lola B06/51-Toyota - Impul) a 5"611
3. Loïc Duval ( Francia) (Lola B06/51-Honda - Nakajima) a 8"563
4. Seiji Ara ( Giappone) (Lola B06/51-Toyota - Tom's) a 14"466
5. Yuji Tachikawa ( Giappone) (Lola B06/51-Toyota - Cerumo) a 15"939
6. João Paulo de Oliveira ( Brasile) (Lola B06/51-Toyota - Kondo) a 16"691
7. Ronnie Quintarelli ( Italia) (Lola B06/51-Toyota - Inging) a 17"131
8. Björn Wirdheim ( Svezia) (Lola B06/51-Honda - Dandelion) a 34"809
9. Toranosuke Takagi ( Germania) (Lola B06/51-Toyota - LeMans) a 35"431
10. Naoki Yokomizo ( Giappone) (Lola B06/51-Toyota - Inging) a 38"687

07. Sugo ( Giappone) (14-16/09/2007)
Polesitter: Takashi Kogure ( Giappone) - (Lola B06/51-Honda - Nakajima) in 1'07.827
Ordine d'arrivo: (62 giri - 229,524 km)
1. Takashi Kogure ( Giappone) (Lola B06/51-Honda - Nakajima) in 1h21'42.519
2. Benoît Tréluyer ( Francia) (Lola B06/51-Toyota - Impul) a 2"437
3. Loïc Duval ( Francia) (Lola B06/51-Honda - Nakajima) a 3"782
4. Satoshi Motoyama ( Giappone) (Lola B06/51-Toyota - Impul) a 9"476
5. Tsugio Matsuda ( Giappone) (Lola B06/51-Toyota - Impul) a 13"144
6. Yuji Tachikawa ( Giappone) (Lola B06/51-Toyota - Cerumo) a 13"796
7. André Lotterer ( Germania) (Lola B06/51-Toyota - Tom's) a 14"733
8. Ronnie Quintarelli ( Italia) (Lola B06/51-Toyota - Inging) a 18"256
9. Fabio Carbone ( Brasile) (Lola B06/51-Honda - Dandelion) a 20"795
10. Toranosuke Takagi ( Germania) (Lola B06/51-Toyota - LeMans) a 1 giro

08. Motegi ( Giappone) (19-21/10/2007)
09. Suzuka ( Giappone) (16-18/11/2007)

### Classifica piloti
I punti sono assegnati secondo lo schema seguente:
| Punti | 10 | 8 | 6 | 5 | 4 | 3 | 2 | 1 |

| 1                                        | Tsugio Matsuda         | 2   | 2   | 3   | 3   | 4   | 13  | 5   | 5   | 4   | 46    |
| 2                                        | Benoît Tréluyer        | 1   | Rit | 4   | 2   | Rit | 2   | 2   | 3   | Rit | 45    |
| 3                                        | Takashi Kogure         | 8   | 3   | 1   | 5   | 17  | Rit | 1   | 1   | NP  | 41    |
| 4                                        | Satoshi Motoyama       | Rit | 1   | 6   | 10  | 1   | Rit | 4   | 11  | 1   | 38    |
| 5                                        | André Lotterer         | Rit | 5   | 2   | Rit | 13  | 1   | 7   | 4   | 2   | 37    |
| 6                                        | Loïc Duval             | 3   | 4   | Rit | 19  | 11  | 3   | 3   | 2   | Rit | 31    |
| 7                                        | Ronnie Quintarelli     | 5   | 6   | 5   | 1   | Rit | 7   | 8   | 6   | 14  | 27    |
| 8                                        | João Paulo de Oliveira | NP  | 14  | 8   | 4   | 7   | 6   | Rit | 8   | 3   | 18    |
| 9                                        | Björn Wirdheim         | 4   | 13  | 11  | 11  | 2   | 8   | Rit | 7   | 9   | 17    |
| 10                                       | Michael Krumm          | 6   | 7   | 7   | 8   | 5   | Rit | Rit | 15  | Rit | 12    |
| 11                                       | Seiji Ara              | 11  | Rit | 15  | 7   | 10  | 4   | Rit | 13  | 5   | 11    |
| 12                                       | Yuji Tachikawa         | 16  | 8   | 12  | 6   | 12  | 5   | 6   | 9   | 13  | 11    |
| 13                                       | Yuji Ide               | 12  | 17  | 10  | Rit | 3   | 16  | Rit | Rit | 10  | 6     |
| 14                                       | Tatsuya Kataoka        | 7   | Rit | Rit | 9   | Rit | Rit | Rit | 10  | 7   | 5     |
| 15                                       | Fabio Carbone          | 15  | 15  | Rit | 13  | 6   | 15  | 9   | 18  | Rit | 3     |
| 16                                       | Toranosuke Takagi      | Rit | 12  | 9   | 16  | 8   | 9   | 10  | 12  | 8   | 3     |
| 17                                       | Naoki Yokomizo         | 10  | 9   | 13  | 12  | 19  | 10  | 13  | Rit | 12  | 0     |
| 18                                       | Toshihiro Kaneishi     | 14  | 10  | 16  | Rit | 9   | 11  | Rit | 14  | Rit | 0     |
| 19                                       | Masataka Yanagida      | 9   | 18  | Rit | 15  | 14  | 12  | 12  | 16  | Rit | 0     |
| 20                                       | Katsuyuki Hiranaka     | Rit | 11  | 17  | 14  | 18  | 14  | 11  | 17  | 11  | 0     |
| 21                                       | Hiroki Yoshimoto       | 11  | 19  | 18  | 17  | 15  | 17  | Rit | Rit | 15  | 0     |
| 22                                       | Kota Sasaki            | 17  | 16  | 14  | 18  | 16  |     |     |     |     | 0     |
| Piloti ospiti non eleggibili per i punti |                        |     |     |     |     |     |     |     |     |     |       |
|                                          | Tony Kanaan            |     |     |     |     |     |     |     |     | 6   | -     |
| Pos                                      | Pilota                 | FUJ | SUZ | MOT | AID | SUZ | FUJ | SUG | MOT | SUZ | Punti |

| Colore  | Risultato             |
| ------- | --------------------- |
| Oro     | Vincitore             |
| Argento | 2º posto              |
| Bronzo  | 3º posto              |
| Verde   | Finito a punti        |
| Blu     | Finito senza punti    |
| Viola   | Ritirato (Rit)        |
| Viola   | Non classificato (NC) |
| Rosso   | Non qualificato (NQ)  |
| Nero    | Squalificato (SQ)     |
| Bianco  | Non partito (NP)      |
| Bianco  | Non ha gareggiato     |
| Bianco  | Infortunato (INF)     |
| Bianco  | Escluso (ES)          |
| Bianco  | Gara cancellata (C)   |